# Markus Johannesson
Markus Johannesson (* 29. Mai 1975 in Rölanda) ist ein ehemaliger schwedischer Fußballspieler. Der Abwehrspieler, der mit Örgryte IS und Djurgårdens IF mehrere Titel in Schweden gewann, kam 2001 einmal in der schwedischen Nationalmannschaft zum Einsatz.

## Werdegang
Johannesson spielte in der Jugend bei Rölanda IF, Eds FF und IK Oddevold. Mit der Männermannschaft des Vereins gewann er 1995 die Südstaffel der Division 1 und stieg in die Allsvenskan auf. Am Ende der Erstliga-Spielzeit 1996 stieg er mit dem Klub direkt wieder ab. Daraufhin schloss er sich dem Ligarivalen Örgryte IS an. An der Seite von Jozo Matovac, Henrik Bertilsson und Anders Prytz erreichte er mit dem Klub das Halbfinale des Svenska Cupen, in dem die Mannschaft im Elfmeterschießen an AIK scheiterte.
Während Johannesson im folgenden Jahr mit dem Klub in den Abstiegskampf rutschte und nach einem Trainerwechsel – Erik Hamrén ersetzte im Sommer Bo Backman  – in den Relegationsspielen gegen Umeå FC durch zwei Siege den Klassenerhalt sicherte, erreichte die Mannschaft das Pokalfinale. Gegen Helsingborgs IF gelang durch jeweils ein Tor von Stefan Vennberg in Hin- und Rückspiel ein 1:1-Unentschieden, im Elfmeterschießen zog die Mannschaft erneut den Kürzeren. In der Spielzeit 1999 hielt Hamrén den Klub weiterhin in der Erfolgsspur und führte ihn als Tabellenvierten in den UEFA-Pokal. An der Seite von Dick Last, David Marek, Martin Ulander und Christian Hemberg belegte die Mannschaft in der folgenden Spielzeit zwar lediglich den siebten Platz und scheiterte im UEFA-Pokal 2000/01 in der ersten Runde am österreichischen Klub SK Rapid Wien, im Landespokal gelang jedoch der erneute Finaleinzug. Nach zwei Toren von Marcus Allbäck im Finalhinspiel beim 2:0-Auswärtserfolg im Hinspiel reichte es trotz einer 0:1-Rückspielniederlage zum erneuten Triumph für Johannesson und seine Mannschaft.
Johannessons Leistungen bei seinem Klub weckten die Aufmerksamkeit des Nationaltrainerduos Tommy Söderberg und Lars Lagerbäck.
Am 31. Januar 2001 kam Johannesson zu seinem einzigen Einsatz im Jersey der schwedischen Nationalmannschaft. Das Spiel gegen die färöische Fußballnationalmannschaft endete 0:0-Unentschieden. In den folgenden Jahren spielte er mit der Mannschaft um Afonso Alves, Robert Bengtsson-Bärkroth, Paulinho Guará und Jeffrey Aubynn weiterhin im vorderen Ligabereich mit, ohne in den Kampf um die Meisterschaft eingreifen zu können.
Im Sommer 2004 wechselte Johannesson innerhalb der Allsvenskan zum Stockholmer Klub Djurgårdens IF, bei dem er einen Vertrag mit viereinhalb Jahren Laufzeit unterzeichnete. Mit dem amtierenden Meister belegte er nach 13 Einsätzen am Ende seiner ersten Halbserie den vierten Tabellenrang, erreichte jedoch mit dem Klub das Endspiel um den Landespokal. Beim 3:1-Erfolg über IFK Göteborg durch Tore von Andreas Johansson und dem zweifachen Torschützen Daniel Sjölund bei einem Gegentor von Niclas Alexandersson stand er in der Startformation. Im folgenden Jahr wurde er zum Mannschaftskapitän ernannt und lief in 24 der 26 Saisonspiele auf. Damit trug er entscheidend zum Gewinn des Lennart-Johansson-Pokals für den schwedischen Landesmeister bei. Erneut erreichte er mit dem Klub das Pokalfinale, in dem durch Tore von Toni Kuivasto und Tobias Hysén gegen Åtvidabergs FF der Gewinn des Doubles gelang. Auch in den folgenden Jahren gehörte er als Kapitän zu den Stützen des Vereins.
In der Spielzeit 2009 geriet Johannesson mit seinem Klub in Abstiegsgefahr. Beim 2:0-Erfolg über den Vorjahresmeister Kalmar FF im November des Jahres erzielte er sein erstes Allsvenskan-Tor für seinen Arbeitgeber, der zum Erreichen der Relegationsspiele verhalf. In den Relegationsspielen gegen Assyriska Föreningen gelang der Klassenerhalt. Dies waren die letzten Spiele des Defensivspielers für Djurgårdens IF, nachdem er im September des Jahres sein Karriereende zum Ende der Spielzeit angekündigt hatte.